# Сен-Сенфорьен-де-Маэн
Сен-Сенфорье́н-де-Маэ́н (фр. Saint-Symphorien-de-Mahun, окс. Sant Symphorien de Mahun) — коммуна во Франции, находится в регионе Рона — Альпы. Департамент коммуны — Ардеш. Входит в состав кантона Сатийё. Округ коммуны — Турнон-сюр-Рон.
Код INSEE коммуны — 07299.

## Население
Население коммуны на 2008 год составляло 126 человек.
| 1962 | 1968 | 1975 | 1982 | 1990 | 1999 | 2008 |
| ---- | ---- | ---- | ---- | ---- | ---- | ---- |
| 200  | 254  | 197  | 174  | 150  | 131  | 126  |

## Экономика
В 2007 году среди 83 человек в трудоспособном возрасте (15—64 лет) 60 были экономически активными, 23 — неактивными (показатель активности — 72,3 %, в 1999 году было 75,0 %). Из 60 активных работали 53 человека (30 мужчин и 23 женщины), безработных было 7 (1 мужчина и 6 женщин). Среди 23 неактивных 5 человек были учениками или студентами, 14 — пенсионерами, 4 были неактивными по другим причинам.

## Достопримечательности
- Две церкви XII века